# (19023) Varela
(19023) Varela est un astéroïde de la ceinture principale d'astéroïdes.

## Description
(19023) Varela est un astéroïde de la ceinture principale d'astéroïdes. Il fut découvert le 24 septembre 2000 à Socorro (Nouveau-Mexique) par le projet LINEAR. Il présente une orbite caractérisée par un demi-grand axe de 2,66 UA, une excentricité de 0,15 et une inclinaison de 2,6° par rapport à l'écliptique.

## Compléments